# Серафимовская церковь (Турнаево)
Церковь преподобного Серафима Саровского — православный храм в селе Турнаево Болотнинского района Новосибирской области. Первый в Сибири храм, освящённый во имя преподобного Серафима Саровского.
Является памятником архитектуры местного значения. В обиходе за храмом закрепилось название «Сибирские Кижи».
Храм относится к Северному епархиальному округу Искитимской епархии Новосибирской митрополии Русской православной церкви.

## История
Строительство храма началось в 1912 году приглашённой из Перми артелью мастеров. Средства на строительство были собраны крестьянами Турнаево и соседних деревень (около 12 тысяч рублей), ещё 4 тысячи рублей были выделены Священным синодом. Материал для каменного фундамента привозили из известняковых карьеров на территории современного Искитимского района, а само здание церкви строилось из приобских сосновых брёвен, привозившихся со станции Тайга. Для постройки использована отборная сосна диаметром 25 сантиметров. Серафимовская церковь, как и церковь Преображения Господня на острове Кижи была построена, по преданию, без единого гвоздя, что ставится под сомнение. На украшение храма жертвовали томские, кузнецкие, алтайские купцы и промышленники. 1 (14) сентября 1914 года храм был освящён.
Первым настоятелем храма стал Александр Злобин, бывший инженер-путеец принимавший активное участие в его строительстве. Он по благословению архиепископа Томского и Алтайского Макария (Невского) поступил на заочное обучение в Томскую духовную семинарию, а в 1914 году был рукоположен во священника.
В 1920-е году храм перешел к обновленцам (существует ошибочное мнение, что Серафимовская церковь была единственным «тихоновским» храмом в Болотнинском районе).
Храм был закрыт по распоряжению Новосибирского облисполкома от 9 апреля 1940 года. Здание использовалось как зернохранилище, а затем как клуб.
Для целей реставрации храма в 1988 году его обмер был выполнен новосибирским архитектором С. Н. Богомазовой, но из-за отсутствия финансирования работы начаты не были. Решением Новосибирского облисполкома от 19 января 1989 года храм был передан Новосибирской епархии. 18 июля 1990 года церковь была взята под охрану как памятник архитектуры местного значения.

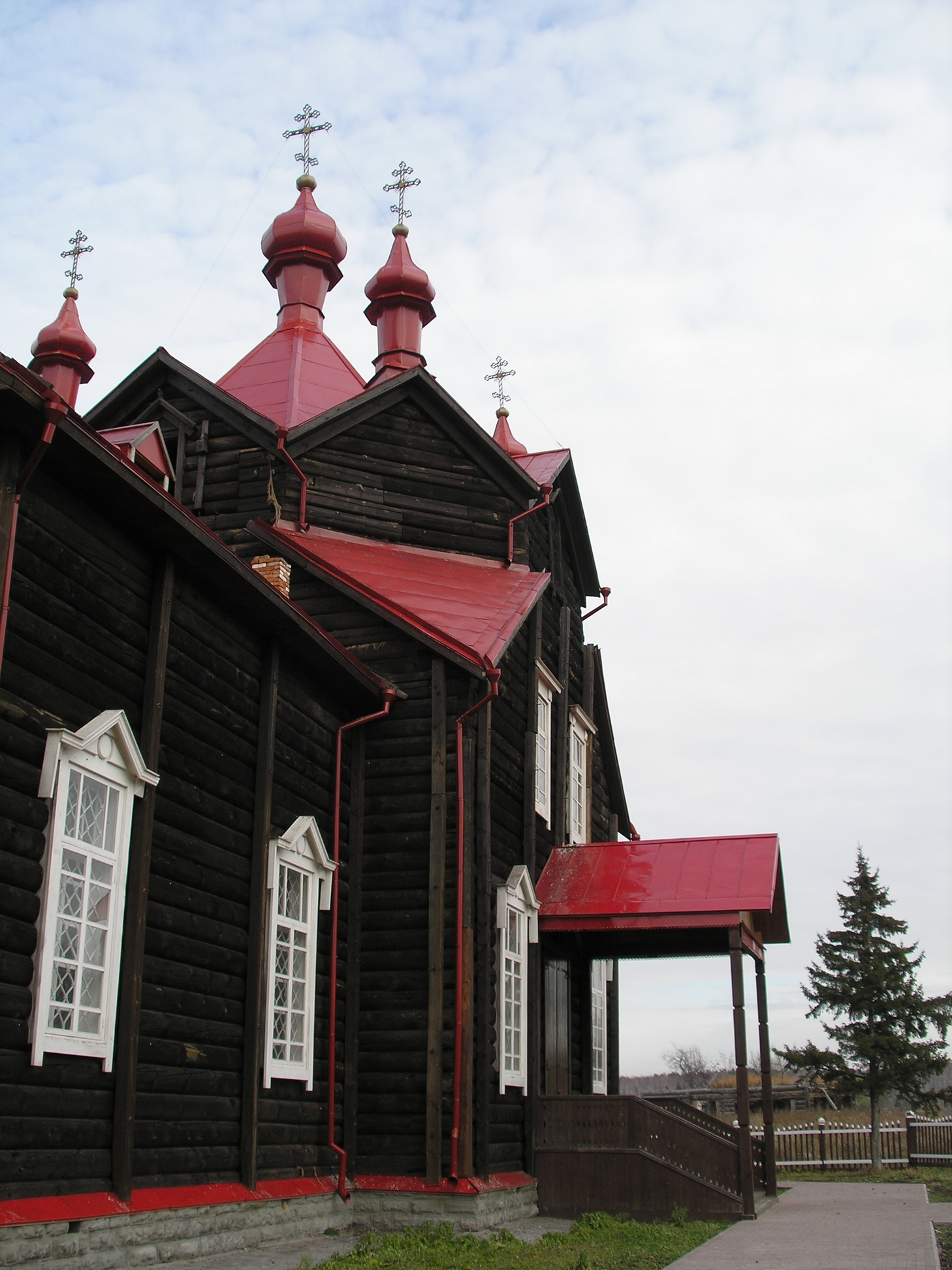
Южный фасад после реставрации

С 1996 года христиане района начали налаживать духовную жизнь. Первый молебен в Серафимовской церкви был отслужен на престольный праздник 1 августа 1998 года. В этот же день состоялось массовое крещение жителей села (свыше 70 человек). 12 июля 2000 года в храме была совершена первая литургия с момента его закрытия. В тот же год 31 июля из города Болотного в село Турнаево прошёл первый крестный ход, совершаемый теперь ежегодно с участием паломников из Новосибирской, Кемеровской и Томской областей.
Работы по восстановлению храма начались с 2000 года. По данным экспертов на 1999 год разрушение церкви составляло более 50 процентов.
В 2003—2009 годах были проведены следующие ремонтно-реставрационные работы:
- смена венцов в трапезной, кафоликоне и апсиде;
- замена сгнивших венцов в колокольне и трапезной;
- замена деревянных столбиков на кирпичные;
- укрепление стен фахверками в трапезной, кафоликоне и апсиде;
- устройство кровли и водосточной системы;
- изготовление и устройство главок;
- изготовление и монтаж оконных и дверных блоков по старым образцам;
- демонтаж и монтаж оконных решеток, с их очисткой и покраской;
- замена балок полов, лаг, черновых полов;
- замена чердачного перекрытия, стропил, обрешётки;
- устройство тамбура;
- устройство крылец с прорезными ограждениями и резными столбами;
- устройство козырьков над крыльцами;
- устройство лестницы на колокольню;
- обшивка фахверков, углов наружных стен, внутренних стен и потолков;
- устройство чистовых полов с устройством теплоизоляции;
- ремонт деревянных перекрытий в колокольне[10].

В 2007 году губернатором Новосибирской области Виктором Толоконским подписано распоряжение о проведении ремонтно-реставрационных работ. Проект реставрации выполнили архитектор А. И. Лыкова и конструктор — С. М. Клепиков.

## Архитектура
Храм однопрестольный, относится к типу «восьмерик на четверике». Над притвором возведена шатровая колокольня. Храм построен
…в русском стиле второй половины XIX — начала XX века с лаконичным декором и монументальными формами объёмно-планировочного построения, отличается выразительным силуэтом и гармоничностью пропорций.
Храм рассчитан на 700 молящихся. Длина храма 35 метров, ширина — 15 метров. Высота до креста центрального купола — 29 метров. Высота колокольни — 32 метра. Сруб церкви сложен из — 50 венцов, колокольня из 64. Храм венчают 7 крестов, опирающихся на маковки: один на центральном куполе, 4 вокруг него, по одному кресту над алтарной частью и на колокольне.